# Aguriahana zheensis
Aguriahana zheensis är en insektsart som beskrevs av Cai och He 1999. Aguriahana zheensis ingår i släktet Aguriahana och familjen dvärgstritar. Inga underarter finns listade i Catalogue of Life.